# Elecciones presidenciales de Costa Rica de 1849
Las elecciones presidenciales de Costa Rica de 1849 se realizaron tras el derrocamiento de José María Castro Madriz que fue obligado a renunciar. En aquel momento, el diputado Miguel Mora Porras, ejercía la presidencia interinamente y su hermano, Juan Rafael Mora Porras, resultó elegido por sobre Rafael Moya Murillo y Manuel Antonio Bonilla Nava.
La Constitución vigente en este período, la de 1848, restringía el derecho a votar a los hombres mayores de 21 años dueños de un bien inmueble equivalente a 300 pesos y una renta anual de al menos 150 pesos que además supieran leer y escribir, por lo que dichas elecciones eran realizadas mayormente entre la burguesía
Los habitantes escogían a 90 electores quienes, en las elecciones de segundo grado, escogían al presidente. San José elegía 26,  y Guanacaste 12 los cuales votaron en bloque por Mora, mientras que los 17 de Heredia, los 12 de Alajuela y los 2 de Puntarenas lo hicieron por Moya. Cartago tenía 20 electores de los cuales 11 votaron por Mora y los 9 restantes que fueron los únicos que votaron por Bonilla.
| Candidato | Candidato                   | San José | Cartago | Heredia | Alajuela | Guanacaste | Puntarenas |
| --------- | --------------------------- | -------- | ------- | ------- | -------- | ---------- | ---------- |
|           | Juan Rafael Mora Porras     | 26       | 11      |         |          |            | 12         |
|           | Rafael Moya Murillo         |          |         | 17      | 12       |            | 2          |
|           | Manuel Antonio Bonilla Nava |          | 9       |         |          |            |            |